# Clepsis spectrana
The Cyclamen Tortrix (Clepsis spectrana) là một loài bướm đêm thuộc họ Tortricidae. Nó được tìm thấy ở châu Âu.

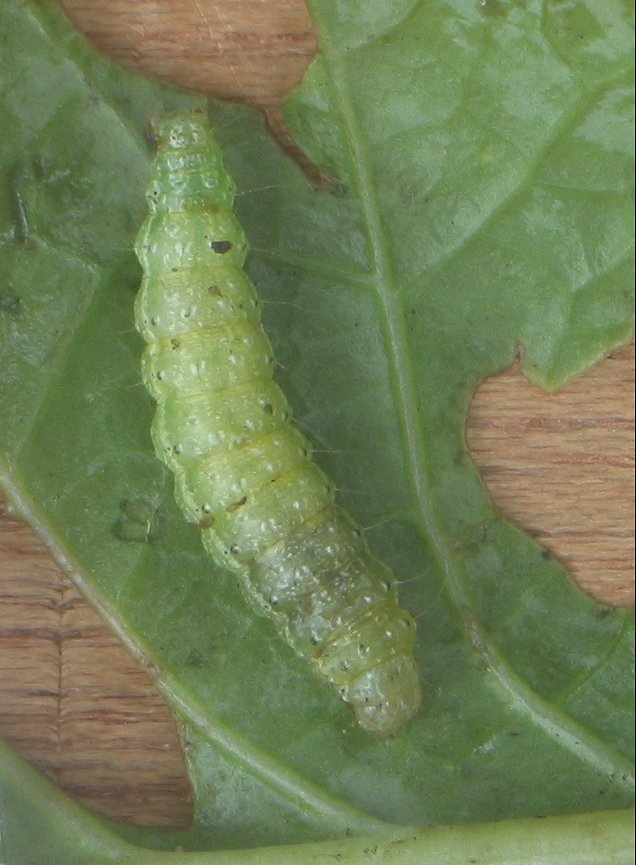
Sâu bướm

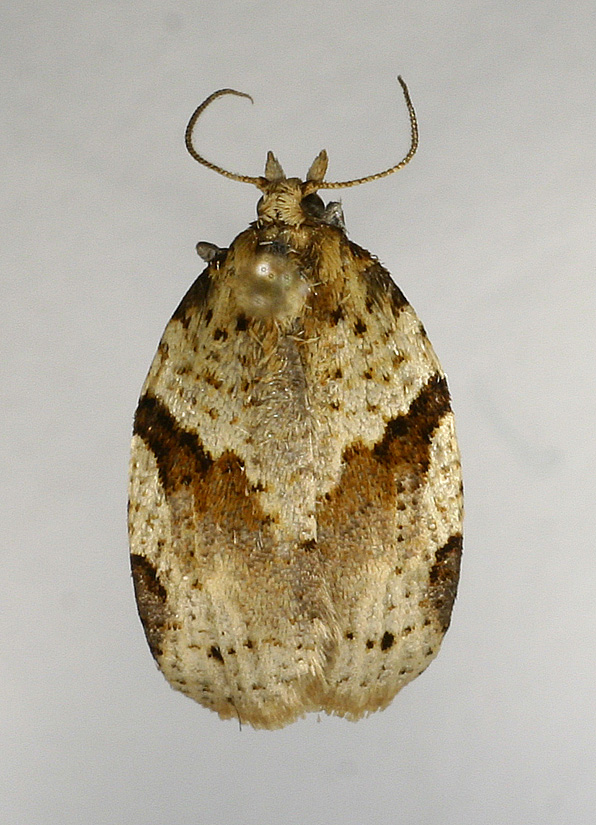

Sải cánh dài 16–22 mm. Con trưởng thành bay làm hai đợt from cuối tháng 4 đến tháng 9. .
Ấu trùng ăn various trees, shrubs và cabbage.